# Denis Houf
Denis Houf (16 de fevereiro de 1932) foi um futebolista belga que competiu na Copa do Mundo FIFA de 1954.